# رضا مهنان
رضا مهنان (زادهٔ ۵ مهر ۱۳۳۹ - بجنورد) مربی و سرمربی کوراش و جودو اهل ایران است. او سرمربی سابق تیم ملی کوراش ایران بوده است و هم اکنون در پست مدیر فنی تیم های ملی کوراش مردان و زنان ، در کنار کادر فنی تیم ملی کوراش ایران است. او سرمربی‌گری تیم‌های باشگاهی کوراش و جودوی استان خراسان شمالی و تیم‌های ملی را برعهده داشته و با هدایت در مسابقات گوناگون آسیایی و جهانی موفق به کسب مدال های مختلف شده اند.

## فعالیت
رضا مهنان از ۱۲ سالگی پا به عرصه ورزش نهاده است . او در سال ۱۳۶۰ به استخدام ژاندارمری سابق درآمده و به واسطه رشته ورزشی جودو، بیشتر خدمت خود را در تربیت بدنی ژاندارمری و ناجا انجام داده و در سال ۱۳۸۷ بازنشست شده و در زمینه های ورزشی فعالیت بیشتری داده است.
برخی از عناوین و افتخارات رضا مهنان از جمله: کسب چندین عنوان قهرمانی و نایب قهرمانی در لیگ برتر کشور در دهه 80، کسب مدال برنز نیروهای مسلح کشور در سال ۶۲ و ۶۳، حضور متعدد بعنوان مربی و سرمربی در مسابقات استانی و کشوری و آسیایی و جهانی و کسب عناوین قهرمانی و نایب قهرمانی در کنار تیم کوراش و جودو، تربیت شاگردان بسیار که هر یک موفق به کسب مدال های مختلف و افتخارات متعدد برای کشور شده اند، به چشم می خورد، از جمله زین العابدین حقانی که اولین مدال آورنده آسیا در تاریخ جودوی کشورمان می باشد.